# Danis Tanović
Danis Tanović (Zenica, 20 de fevereiro de 1969) é um roteirista e diretor de cinema bósnio.
Seu filme de estréia como diretor No Man's Land foi premiado em 2002 com o Oscar de melhor filme estrangeiro, melhor estreia na direção com o César e melhor roteiro no Festival de Cannes de 2001.

## Filmografia
- 2001 - No Man's Land
- 2002 - 11'9"01 September 11
- 2005 - L'enfer
- 2009 - Triage
- 2010 - Cirkus Columbia
- 2013 - Epizoda u zivotu beraca zeljeza
- 2016 - Smrt u Sarajevu